# Rafał Molenda
Rafał Molenda (ur. 5 czerwca) – polski dziennikarz Radia Szczecin. Korespondent wojenny w Afganistanie w latach 2012-2013. 
Autor książki "Błękitna pustynia" (Wydawnictwo M).
Wcześniej pracował m.in. w TV Gryf, Pomorskiej Stacji Radiowej i Radiu Plama.
Po 12 latach pracy w rozgłośni postanowił odejść z mediów aby zająć się własnym biznesem dotyczącym projektów multimedialnych - REM Production.

## Nagrody i nominacje
- 2014: Jego audiobook Błękitna pustynia był nominowany do "europejskiego, radiowego Oscara" w konkursie Prix Europa[6].
- 2015: Medal Światowego Związku Żołnierzy Armii Krajowej za pomoc w "Operacji Echo"[7]
- 2015: Laureat konkursu MON "Srebrna Szabla 2015"[8].
- 2016: Wyróżnienie – ryngraf "Orła Białego z monogramu króla Zygmunta I Starego" za pomoc w "Operacji Echo" organizowanej przez żołnierzy 12 Brygady Zmechanizowanej[9]